# Água Doce do Maranhão
Água Doce do Maranhão là một đô thị thuộc bang Maranhão, Brasil. Đô thị này có diện tích 442,963 km², dân số năm 2007 là 10791 người, mật độ 24,36 người/km².